# Victor Eeckhout

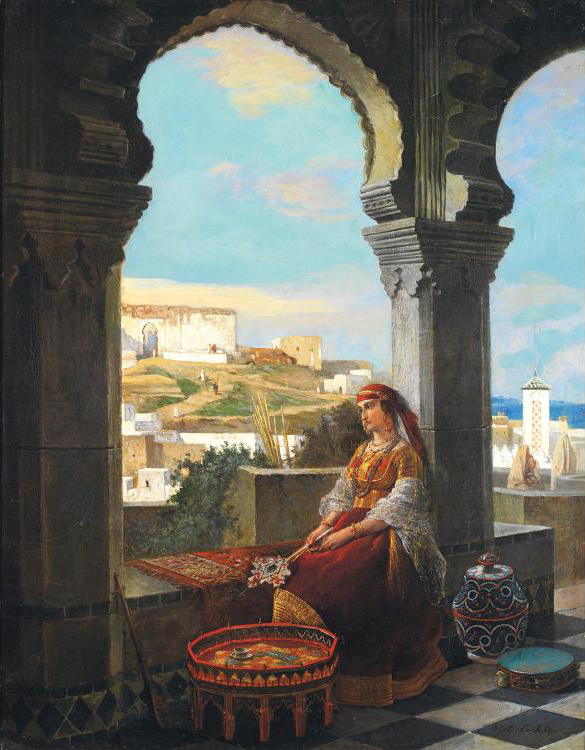
Junge Marokkanerin

Victor Eeckhout (* 1821 in Antwerpen; † 1879 in Tanger) war ein belgischer Maler des Orientalismus.
1831 zog er mit seinen Eltern nach Den Haag, wo sein Vater, der Porträt- und Genremaler Jakob Josef Eeckhout 1839 zum Direktor der dortigen Kunstakademie ernannt wurde. Victor wurde ein Schüler seines Vaters. 1848 kam er nach Brüssel und nahm dort an Kunstsalons teil.
Die Jahre 1865 und 1866 verbrachte er in Paris. Danach ließ er sich in der marokkanischen Küstenstadt Tanger nieder, wo er lebenslang blieb. Dort traf er den Maler Jean-François Portaels. In Marokko widmete er sich ausschließlich der Malerei des Orientalismus. Er malte Genreszenen aus dem Leben einfacher Araber, aber keine modische Haremszenen. Er war Gründungsmitglied der Société royale belge des aquarellistes.

## Werke
- Victor Eeckhout, Types pittoresques et scènes de la plage d'Ostende pendant la saison des bains de mer, Brugge/Oostende 1856